# 에모토 아키라
에모토 아키라(일본어: 柄本 明, 1948년 11월 3일 ~)는 일본의 배우이자 희극 배우이다. 도쿄도 주오구 출신이며, 아들인 에모토 다스쿠와 에모토 도키오도 배우로 활동하고 있다.
1998년 영화 《간장선생》으로 제23회 호치 영화상 최우수 남우주연상 및 일본 아카데미상 최우수 남우주연상을 수상했으며, 2011년 6월 자수훈장을 수상했다.

## 출연 작품

### 드라마
- 대하드라마 (NHK)
- 1991년 《태평기》 - 고노 모로나오 역
- 1995년 《8대 쇼군 요시무네》 - 도쿠가와 무네나오 역
- 1999년 《겐로쿠 요란》 - 신도 겐시로 역
- 2006년 《공명의 갈림길》 - 도요토미 히데요시 역
- 1993년 《악마의 키스》
- 1994년 《서유기》
- 2003년 《워터보이즈》
- 2004년 《료마가 간다》
- 2005년 《하루와 나쓰》
- 2008년 《유성의 인연》
- 2009년 《언덕 위의 구름》
- 2010년 《Q10》
- 2011년 《강철의 여자 2》
- 2011년 《그래도, 살아간다》
- 2011년 《헌터》
- 2011년 《요괴인간 벰》
- 2012년 《운명의 인간》 - 코히라 마사요시 역
- 2014년 《전력 외 수사관》 - 에치젠 노리마사 역
- 2016년 《언젠가 이 사랑을 떠올리면 분명 울어버릴 것 같아》 - 하야시다 마사히코 역

### 영화
- 1981년 《세라복과 기관총》
- 1983년 《아마기고에》
- 1996년 《쉘 위 댄스》
- 1997년 《우나기》
- 1998년 《간장 선생》
- 2000년 《어나더 헤븐》
- 2001년 《음양사》
- 2001년 《워터보이즈》
- 2001년 《용의자 무로이 신지》
- 2003년 《자토이치》
- 2004년 《제브라맨》
- 2006년 《혐오스런 마쓰코의 일생》
- 2006년 《일본 침몰》
- 2007년 《신동》
- 2007년 《오다기리 조의 도쿄 타워》
- 2008년 《해피 플라이트》
- 2009년 《4월의 신부》
- 2010년 《골든 슬럼버》
- 2010년 《고고한 메스》
- 2010년 《악인》
- 2011년 《한 장의 엽서》
- 2011년 《신의 가르테》
- 2011년 《고독사》
- 2011년 《연합 함대 사령장관 야마모토 이소로쿠》
- 2012년 《역전재판》
- 2017년 《무곡》 - 미쓰무라 세뽀 역
- 2018년 《오늘 밤, 로맨스 극장에서》 - 혼다 다다시 역
- 2018년 《어느 가족》 - 가와도 요리쓰구 역
- 2018년 《오즈랜드 웃음의 마법을 가르칩니다.》 - 미야가와 원장 역
- 2019년 《도이치 이야기》 - 도이치 역
- 2022년 《한 남자》 - 요미우라 노리오 역
- 2023년 《파문》 - 카도쿠라 타로 역

## 수상
일본 아카데미상
- 최우수 남우주연상 (간장선생)
- 최우수 남우조연상 (악인)